# 交響曲第7番 (ベートーヴェン)
交響曲第7番 イ長調 作品92（こうきょうきょくだい7ばん イちょうちょう さくひん92）は、ルートヴィヒ・ヴァン・ベートーヴェンが1811年から1812年にかけて作曲した交響曲。リズム重視の曲想から現代においても人気が高く、演奏される機会も多い。

## 概要
ワーグナーは各楽章におけるリズム動機の活用を指して、この曲を舞踏の聖化 (Apotheose des Tanzes) と絶賛している。その一方で、ウェーバーは「ベートーヴェンは今や精神病院行きだ」との言葉を残し、ワインガルトナーは「他のいかなる曲よりも精神的疲労を生じさせる」と語っているなど、音楽家からの評価は様々である。
作曲は1811年から1812年にかけて行われ、初演は、1813年12月8日、ウィーンにて、ベートーヴェン自身の指揮で行われた。同じ演奏会で初演された『ウェリントンの勝利』の方が聴衆の受けはよかったとされるが、それでも初演は成功であり、第2楽章はアンコールを求められた。

## 演奏時間
古楽やピリオド楽器の研究の影響がベートーヴェンの演奏にまで影響し始める以前の、伝統的なモダン楽器による演奏では第1・3・4楽章のすべての繰り返しを含むと約42分とされる。
ただし、すべての繰り返しが行われる演奏は少なく、その結果40分弱の時間で演奏されることが多かった。カラヤン／ベルリン・フィルなどでは35分を切る時間で演奏されている。近年は、かつては「速すぎる」と考えられていたベートーヴェンのメトロノーム指示と作曲当時の演奏習慣を尊重する傾向が強まり、全て繰り返しを行っても40分を切る演奏も増えている。

## 編成
| 木管         | 木管 | 金管         | 金管         | 打         | 打       | 弦              | 弦 |
| ------------ | ---- | ------------ | ------------ | ---------- | -------- | --------------- | -- |
| フルート     | 2    | ホルン       | 2            | ティンパニ | ●        | 第1ヴァイオリン | ●  |
| オーボエ     | 2    | トランペット | 2            | 他         |          | 第2ヴァイオリン | ●  |
| クラリネット | 2    | 他           |              | 他         | ヴィオラ | ●               |    |
| ファゴット   | 2    | 他           | チェロ       | 他         | ●        |                 |    |
| 他           |      | 他           | コントラバス | 他         | ●        |                 |    |

第3番のような拡張されたホルンのパートはなく、第5番や第6番のようにピッコロやトロンボーンを動員することもなく、第9番のような合唱はもちろん使用されていない。また書法も第3番や第9番に比べて明瞭であり、古典的な管弦楽といえる。
第8番の初演で一緒に演奏された際は、木管楽器が倍、弦楽器はヴァイオリン各18、ヴィオラ14、チェロ12、コントラバス7、さらに出版譜に無いコントラファゴットも2本加わるという当時としては巨大な編成であった。

## 曲の構成
古典的な交響曲の形式に従うが、緩徐楽章（第2楽章）では通例「遅く」などと指定されるところを「やや速く」と指定されている。また、全曲を通してリズムが支配的であり、快い速度で全曲を駆け抜けていく。

### 第1楽章
Poco sostenuto - Vivace イ長調　4分の4拍子 - 8分の6拍子　序奏付きソナタ形式（提示部反復指定あり）。
トゥッティで四分音符が強く奏され、オーボエがソロで奏でる。そして、16分音符による長大な上昇長音階が特徴的な序奏の後、付点音符による軽快なリズムの音楽が始まる。第1主題はフルートの楽しげなソロによって提示される。そこから付点音符の動機が全曲を通して反復されるため第2主題との対比は少ない。軽快なリズムが主題部展開部再現部すべてを支配しておりワーグナーの評が示す通りである。展開部は弦と管の対比応答が目覚ましい。コーダでは22小節に渡って持続される低弦によるオスティナートが、混沌としたままppからffまでを導き、最後に、弦と管が応答を繰り返したのち一体化し終結になだれ込む。曲を締める音は主音のド(イ音)ではなく第3音のミ(嬰ハ音)である。
途中弦楽器が弾く主和音(ラド#ミ)と木管楽器の下属和音(レファラ)が並走する285小節は19世紀末から転調の誤りと捉えて修正される事があり、20世紀初期に出版されたオイレンブルクやペータース社のMax Unger校訂版スコアでも小節後半で弦楽器の音程を修正している。

### 第2楽章
Allegretto イ短調　4分の2拍子　複合三部形式。
初演時に聴衆から特に支持された楽章。シューマンはこの主題を基に変奏曲を遺しているし､ワーグナーはこの楽章をさして「不滅のアレグレット」と呼んでいる。複合三部形式の主部は変奏曲の形式であり、かたくなに同音が反復されつづける静的な旋律でありながらも、和声的には豊かに彩られている。最初の三小節でホルンと木管が奏でる印象的な和音のあとに、弦楽器で主題が奏でられ、その後に哀愁を帯びたオブリガートが絡む変奏が続く。後半をリピートした主題を弦楽器の低音の提示を含めて四度演奏し、最後に全楽器によるフォルテに至るのは第九の歓喜の旋律の提示展開と同じである。
「アレグレット（少し速く）」は、この曲の全楽章の中では最も遅い速度設定である。

### 第3楽章
Presto, assai meno presto ヘ長調（トリオはニ長調） 4分の3拍子　三部形式。
形式的には三部形式となっているものの、トリオは2回現れ、ABABAの型になっている。2回目のスケルツォの途中には、強弱記号をp（ピアノ）やpp（ピアニッシモ）に落とすよう指示がある。コーダでは、第9番の第2楽章と同様にトリオが短く回想される。

### 第4楽章
Allegro con brio イ長調　4分の2拍子　ソナタ形式（提示部反復指定あり）。 　
熱狂的なフィナーレ。第2楽章同様、同一リズムが執拗に反復され、アウフタクト（弱拍）である2拍目にアクセントが置かれている（現代のロック、ポップスにおけるドラムスの拍子のとり方と同じである）。第1主題は後年の資料研究からアイルランドの民謡「ノラ・クレイナ」の旋律からとられたとされている。この第1主題は主和音ではなく属七の和音で始まる。第1楽章同様、コーダでは低弦によるオスティナートが演奏される。
121小節(※それまでの括弧を通しでカウントしない場合)から第一括弧を5小節間弾いた後のリピートについては不備があり、初版、旧全集版含む19世紀中の出版譜では5小節と13小節のどちらに戻るか示されていなかった。20世紀に入ると5小節にサイズの小さい"S"、第一括弧の125小節には"Dal Segno"を補う事が通例となり、ベーレンライター版では資料に存在しない事を一層明確にするため、これらの記号は括弧で括られている。

## 前後の作品
- 作品番号
  - Op91戦争交響曲「ウェリントンの勝利」 - Op92交響曲第7番 -  Op93交響曲第8番
- 交響曲
  - 交響曲第6番 - 交響曲第7番 - 交響曲第8番

## 新しい楽譜
自筆スコアは戦前ドイツにあったものが第2次大戦の際に戦火を避けて疎開させられ、ドイツの敗戦後ポーランドに接収されたため現在ポーランドのクラクフ・ヤギェウォ図書館が所蔵する。2023年末からデジタル・ライブラリーで公開され、筆写スコア上の改訂と筆写ミスが発生する前段階の記譜とともに、ときに鉛筆で書き込まれるなど判読しづらい指示、書き込みの抹消目的で穴が開くほど擦り落とされた譜面、区別・判読不明なスタッカート、ページ替わりで頻繁に生じたタイとスラーの書き忘れなど、混乱要因の数々が確かめられる。
初版は1816年シュタイナー社から交響曲では初めてパート譜とスコアの両方が出され、シュタイナーで校正を担当していたピアニストでベートーヴェンから「悪魔」と呼ばれたアントン・ディアベリ（悪魔とは"Diabolus Diabelli"というベートーヴェンがよく使った語呂合わせ）が出版用筆写スコアを準備した。それまでの交響曲に比べて第7番に関する資料はベートーヴェン自身が修正したものが多く残っており、ベートーヴェンが書きたかった／避けたかった稿態を知る手がかりとなる。
20世紀末に残存する原典資料の点検が行われ、ベーレンライター出版社がジョナサン・デルマーの校訂で、ブライトコプフ・ウント・ヘルテル社もペーター・ハウシルトの校訂で新しい原典版を出版した。またボンのベートーヴェン研究所が編纂する新ベートーヴェン全集版（校訂はエルンスト・ヘルトリヒ。当初は交響曲第5 - 6番を校訂した児島新が引き続き担当する予定だったが、死去により引き継いだ）も、ベートーヴェンの生誕250年となる2020年にヘンレ社から刊行された（スタディ・スコアのみ。校訂報告は2020年内の発売予定なし）。資料が多いため、どの資料を重視するかによって譜面は変化する。3社が出した原典版も、ほぼ同じ資料に拠りながら、相違点がある。
ブライトコプフ社の旧ベートーヴェン全集の版（エディション）は、出版されて以来一世紀以上にわたって多くの指揮者／団体が使用してきたが、第2楽章の最後のヴァイオリンパートにアルコの指示がある。その部分の少し前から続くピチカートからアルコに切り替えるものであるが、エーリヒ・クライバー、カルロス・クライバーなど一部の指揮者はピチカートのまま弾かせている。これは自筆スコアを参照した結果、掻き消され見にくい当該部分(ベートーヴェンによって自筆スコアの当初の案を抹消した上に書き直された)をアルコ無しと判断したからとみられる。同じ部分についてブライトコプフ社の新版（ハウシルト校訂）は同社旧版と同じだが、ヘンレの新全集版およびベーレンライター版は原典資料(自筆スコア～筆写スコア～初版)で一致した記譜として、275小節のアルコを276小節に移している。

## この曲を使用した作品

### バレエ『ベートーベン交響曲第7番』
「舞踏の聖化」（リヒャルト・ワーグナー）と評された本作だが、ドイツのバレエの振付家ウヴェ・ショルツ(de:Uwe Scholz 1958年-2004年)がバレエ『ベートーヴェン交響曲第7番』を制作している。ショルツは交響曲など絶対音楽に物語（プロット）をつけず音楽の表現を舞踏で表現した「シンフォニック・バレエ」を多く手掛けた。
バレエ『ベートーヴェン交響曲第7番』は1991年4月26日にシュトゥットガルト・バレエ団によって初演された。その際にはカルロス・クライバー指揮、ウィーン・フィルハーモニー管弦楽団の1975年・1976年録音ドイツ・グラモフォン盤が使用された。

### BGMなど
- アベル・ガンスの映画『楽聖ベートーベン』Un grand amour de Beethoven (1936年)では、巨木を見上げるショットに第2楽章の主題が重ねられた。
- TVドキュメンタリー『COSMOS』にて使用されていた。
- 映画『未来惑星ザルドス』にて、第2楽章が使用された。
- アニメ『ドラゴンハーフ』 - OVAのエンディング曲として使われている「私のたまごやき」は第4楽章をアレンジしたものである。クレジットは「作曲:Ludwig van Beethoven、編曲:田中公平」
- 『恋愛小説 (2004年のテレビドラマ)』にて、玉木宏扮する主人公がレコードをかけるシーンにて使用された。
- テレビドラマ『のだめカンタービレ』 - オープニングで、第1楽章第1主題が使用されている。劇中のオーケストラも演奏していた。また、テレビアニメ『のだめカンタービレ』のエンディング曲として使われているCrystal Kayの『こんなに近くで...』には第1楽章第1主題のフレーズが隠されている。
- ソフトバンクモバイル - 「予想外編」のCMで使用されている。
- 日本ハムのシャウエッセンのCM(2008年暮頃）
- サラ・ブライトマンが第2楽章のメロディに合わせて"Figlio perduto"の題名で歌った（アルバム"Classics"に収録）。
- 映画『愛と哀しみのボレロ』ではジョルジュ・ドンが第4楽章に合わせて踊る場面がある。
- アニメ『銀河英雄伝説』では第4楽章がドーリア星域会戦や第8次イゼルローン攻防戦のシーンに、33話「要塞対要塞」において、第1楽章第1主題が用いられ、劇場版新たなる戦いの序曲では第2楽章が使用されている。
- 映画『落下の王国』では第2楽章が主題曲として用いられた。
- 映画『ノウイング』では第2楽章が用いられた。
- アサヒビール「ザ・マスター」CM曲（2010年）[1]
- 映画『愛のむき出し』では、第2楽章が用いられた。
- 映画『英国王のスピーチ』では、第2楽章のかなり遅いバージョンが用いられた。
- 映画『神々と男たち』では、宣伝用媒体（トレイラー）で第2楽章が用いられた。映画本編では未使用である。
- ディープ・パープル"Exposition"で第2楽章が用いられた。
- アニメ『ハーメルンのバイオリン弾き』では12話「旅の終わりに」において、第2楽章が魔曲として用いられた。
- テレビドラマ『外事警察』では、第2楽章が用いられた。
- PCゲーム『WarThunder』では、メニュー画面で第2楽章が用いられた。
- 映画『X-MEN:アポカリプス』では、第2楽章のアレンジ版が用いられた。
- 年末ジャンボ宝くじ テレビCM（2020年）